# Коноплёва, Наталья Викторовна
Наталья Викторовна Коноплёва (23 ноября 1944, Мурманск — 15 марта 2011, Москва) — советская и российская шахматистка; гроссмейстер среди женщин (1976).

## Спортивные достижения
Наталья Коноплёва родилась в 1944 году в неблагополучной семье, недостаток родительского внимания с лихвой восполнила страстным увлечением шахматами. Быстро добилась успехов: была чемпионкой СССР среди девушек в 1959 и 1961 годах, а на Всесоюзном юношеском турнире 1962 года разделила 2-3 места.
Студенческие годы прошли во Владимире, где Наталья одновременно работала техником тракторного завода. Получила диплом экономиста. В 1962 году Коноплёва выиграла матч у экс-чемпионки мира Ольги Рубцовой, за что получила звание мастера спорта СССР.
В 1964 году Наталья выиграла женский чемпионат РСФСР и попала в финал чемпионата СССР. Обладательница медалей чемпионатов Союза 1967, 1970, 1972 годов. 
Первых успехов добилась в чемпионатах СССР среди девушек: 1959 — 1-е; 1960 — 2-3-е; 1961 — 1-2-е, Всесоюзный турнир (1962) — 2-3-е места. Чемпионка РСФСР (1964) и Москвы (1970). Участница 8 чемпионатов СССР (1964—1972): лучшие результаты: 1967 и 1972 — 2-4-е, 1969 — 4-е, 1970 — 3-е места. Участница соревнований на первенство мира:
- межзональные турниры: Охрид (1971) — 4-5-е (выиграла дополнительный матч за 4-е место у М. Иванки), остров Менорка (1973) — 2-5-е (с М. Литинской, Н. Александрией, И. Левитиной).

Лучшие результаты в других международных соревнованиях: Пётркув-Трыбунальски (1965) — 1-е; Москва (1969) — 2-е; София (1970) и Тбилиси (1973) — 2-3-е места.

## Контекст
В межзональном турнире 1971 года поделила 4-е место после Наны Александрии, Татьяны Затуловской и Милунки Лазаревич. В дополнительном матче с Марией Иванкой (Венгрия) Коноплёва победила со счётом 4:2, но в основную сетку  соревнований претенденток так и не попала, поскольку никто из основных участниц не отказался. В 1973 году на межзональном турнире Коноплёва поделила 2-5 места с Мартой Литинской, Наной Александрией и Ириной Левитиной, отстав от Валентины Козловской. В дополнительном матч-турнире Наталья оказалась четвёртой и опять не попала в матчи претенденток. В 1976-м присуждено звание международного гроссмейстера.
Досадные неудачи, когда Коноплёвой дважды чуть-чуть не хватило до претендентских матчей, повлияли на здоровье шахматистки. У Коноплёвой произошло душевное расстройство, на 10 лет она отошла от шахмат, вновь стала выступать в соревнованиях лишь в 1980-е годы. Охотно и успешно играла в блиц, была участницей многих турниров по молниеносной игре в московских парках «Эрмитаж» и «Сокольники». В 1987-м последний раз пробилась в финал чемпионата СССР, однако конкурировать с новым поколением грузинских шахматисток уже не смогла, лучшие годы остались позади.
В 1990-е годы Коноплёва с переменным успехом участвовала в соревнованиях по «швейцарке» на турнирах в Германии, Венгрии, Чехии. Затем окончательно завершила карьеру, оставшись в памяти московской богемы и всех, кто её знал, весьма экстравагантной женщиной с эпатажным, непредсказуемым характером.
Семьи и детей у Коноплёвой не было, последние годы жизни Наталья жила одна в своей московской квартире.
Скончалась 15 марта 2011 года в Москве после сильного переохлаждения, полученного в ходе затянувшейся прогулки.

## Изменения рейтинга
| Графики недоступны из-за технических проблем. См. информацию на Фабрикаторе и на mediawiki.org. |